# Дэвис, Меррил Вин
Меррил Вин Дэвис (англ. Merryl Wyn Davies; 23 июня 1948, Мертир-Тидвил — 1 февраля 2021) — валлийский мусульманский учёный, писательница и телеведущая. Она специализировалась на исламе и была соавтором книг и статей с Зиауддином Сардаром. Будучи представительницей исламской антропологии, она была директором Мусульманского института в Лондоне.

## Биография
Меррил Вин Дэвис родилась 23 июня 1949 года в Мертир-Тидвиле, Уэльс. Она училась в гимназии Cyfarthfa Grammar School для получения степени A-level. После изучения антропологии в Университетском колледже Лондона она начала карьеру в сфере радиовещания и журналистики. После работы в местных валлийских газетах и работы на BBC Radio, Дэвис провела десять лет в религиозных программах BBC TV, работая над такими отмеченными наградами шоу, как «Everyman», «Heart of the Matter» и «Global Report», а также над сериалом «Encounters with Islam».
В 1981 году в возрасте 31 года она приняла ислам. В 1985 году она покинула BBC, чтобы писать независимо и работать в лондонском мусульманском журнале «Inquiry». В 1990-х годах она работала советником и спичрайтером Анвара Ибрагима, бывшего заместителя премьер-министра Малайзии, а позже лидера оппозиции; и продюсировала сериал «Лица ислама» для «TV3 Malaysia». Когда Ибрагима арестовали, Вин Дэвис бежала и перебралась в Сингапур. В 1996 году она вернулась в Великобританию и стала пресс-секретарем Мусульманского совета Великобритании. В 2010 году она присоединилась к Мусульманскому институту Лондона, став его директором.

## Работы
Дэвис стала пионером нового подхода к исламской антропологии и весьма оригинальной критики Америки, основанной на голливудских фильмах. В своей работе «Знание друг друга: формирование исламской антропологии» Дэвис разработала новый метод исследования, который она описала «вслед за Ибн Хальдуном как ильм-уль-умран»: радикальный дискурс, сформированный диалогом между цивилизациями и культурами и основанный на целостном понимании того, что значит быть человеком.
В трёх книгах о Соединенных Штатах, написанных в соавторстве с Зиауддином Сардаром, Дэвис разработал «законы американской мифологии» («Страх необходим»; «Бегство — причина существования», «Америка — это идея нации», «Американская демократия имеет право быть имперской и выражать себя через империю», «Кино — двигатель империи» и т. д.), которые, по утверждению Дэвиса, имеют важное значение для понимания психологии Соединенных Штатов.

## Смерть
В 2018 году она вернулась на свою «вторую родину» в Малайзию, Меррил Вин Дэвис скончалась 1 февраля 2021 года в возрасте 71 года в Петалинг-Джая, Куала-Лумпур, от сердечного приступа, последовавшего за периодом плохого самочувствия.

## Книги
- Введение в антропологию, Icon Books, Кембридж, 2002.
- Дарвин и фундаментализм (2000).
- «За пределами границ: ислам и современные потребности», Мэнселл, Лондон, 1989.
- Познание друг друга: формирование исламской антропологии (1988).

### с Зиауддином Сардаром
- Изменится ли Америка? Icon Books, Кембридж, 2008.
- Американская мечта, всемирный кошмар, Icon Books, Кембридж, 2004.
- «Руководство по исламу без излишеств», Verso, Лондон, 2004.
- Почему люди ненавидят Америку?, Icon Books, Лондон, 2003.
- Варварские другие: Манифест о западном расизме, Pluto Press, Лондон, 1993 (также с Эшисом Нэнди)
- Искажённое воображение: уроки дела Рушди, Grey Seal/Berita Publishing, Лондон/Куала-Лумпур, 1990.
- Лица ислама: беседы о современных проблемах, Berita Books, Куала-Лумпур, 1989.